# Jamamoto Naoki
Jamamoto Naoki (japánul: 山本尚貴, nyugaton: Yamamoto Naoki; Ucunomija, 1988. július 11. –) japán autóversenyző.

## Pályafutása
2013-ban a Super Formula versenysorozatban bajnoki címet szerzett.
2018-ban Jenson Buttonnal megnyerték a Super GT sorozat GT500-as kategóriáját. Ebben az évben ismét sikerült megnyernie a Super Formulát. A két sorozatban elért sikereinek köszönhetően elérte a Formula–1-hez szükséges 40 szuperlicenc pontot. A 2019-es Formula–1-es japán nagydíj első szabadedzésén vezette a Toro Rosso-Honda autóját Pierre Gasly helyett. 2020-ban ismét megnyerte a a Super GT sorozat GT500-as kategóriáját és a Super Formulát.

## Eredményei

### Teljes Super GT eredménysorozata
(Táblázat értelmezése)

(Félkövér: pole-pozícióból indult; dőlt: leggyorsabb kört futott) 

| Év   | Csapat                 | Osztály | 1      | 2      | 3      | 4      | 5      | 6      | 7      | 8      | Helyezés | Pont |
| ---- | ---------------------- | ------- | ------ | ------ | ------ | ------ | ------ | ------ | ------ | ------ | -------- | ---- |
| 2010 | Team Kunimitsu         | GT500   | SUZ 3  | OKA 8  | FUJ 10 | SEP 5  | SUG 8  | SUZ 3  | FUJ T  | MOT 6  | 8.       | 40   |
| 2011 | Team Kunimitsu         | GT500   | OKA 2  | FUJ 12 | SEP 7  | SUG 7  | SUZ Ki | FUJ 5  | AUT 14 | MOT 4  | 9.       | 37   |
| 2012 | Team Kunimitsu         | GT500   | OKA 2  | FUJ 2  | SEP 6  | SUG 8  | SUZ 11 | FUJ 12 | AUT 8  | MOT 9  | 5.       | 43   |
| 2013 | Dome Racing            | GT500   | OKA 5  | FUJ 10 | SEP 4  | SUG Ki | SUZ 1  | FUJ 5  | AUT 5  | MOT 7  | 4.       | 56   |
| 2014 | Dome Racing            | GT500   | OKA 5  | FUJ 10 | AUT 7  | SUG 8  | FUJ 1  | SUZ 3  | BUR 5  | MOT 3  | 4.       | 64   |
| 2015 | Team Kunimitsu         | GT500   | OKA 2  | FUJ Ki | CHA Ki | FUJ 5  | SUZ 5  | SUG 1  | AUT 11 | MOT 3  | 3.       | 60   |
| 2016 | Raybrig Team Kunimitsu | GT500   | OKA 10 | FUJ Ki | SUG 10 | FUJ 3  | SUZ 7  | CHA 10 | MOT 10 | MOT 12 | 14.      | 20   |
| 2017 | Team Kunimitsu         | GT500   | OKA Ki | FUJ 6  | AUT 3  | SUG 9  | FUJ 8  | SUZ 3  | CHA 7  | MOT 5  | 7.       | 45   |
| 2018 | Team Kunimitsu         | GT500   | OKA 2  | FUJ 9  | SUZ 2  | CHA 11 | FUJ 5  | SUG 1  | AUT 5  | MOT 3  | 1.       | 78   |
| 2019 | Team Kunimitsu         | GT500   | OKA 15 | FUJ 3  | SUZ 13 | CHA 12 | FUJ 2  | AUT Ki | SUG 8  | MOT 6  | 8.       | 37   |
| 2020 | Team Kunimitsu         | GT500   | FUJ 6  | FUJ 5  | SUZ 2  | MOT 5  | FUJ 5  | SUZ Ki | MOT 3  | FUJ 1  | 1.       | 69   |
| 2021 | Team Kunimitsu         | GT500   | OKA 8  | FUJ 4  | MOT 1  | SUZ 4  | SUG 2  | AUT 6  | MOT 12 | FUJ 14 | 3.       | 60   |
| 2022 | Team Kunimitsu         | GT500   | OKA 2  | FUJ 5‡ | SUZ 9  | FUJ 8  | SUZ 11 | SUG 8  | AUT 2  | MOT 1  | 3.       | 62   |
| 2023 | Team Kunimitsu         | GT500   | OKA 12 | FUJ 2  | SUZ 5  | FUJ 6  | SUZ 7  | SUG Ki | AUT    | MOT    | 9.*      | 31*  |

* A szezon jelenleg is zajlik.

### Teljes Formula Nippon/Super Formula eredménysorozata
(Táblázat értelmezése)

(Félkövér: pole-pozícióból indult; dőlt: leggyorsabb kört futott) 

| Év   | Csapat                       | 1      | 2      | 3      | 4      | 5      | 6      | 7      | 8      | 9      | 10    | Helyezés | Pont |
| ---- | ---------------------------- | ------ | ------ | ------ | ------ | ------ | ------ | ------ | ------ | ------ | ----- | -------- | ---- |
| 2010 | Nakajima Racing              | SUZ 7  | MOT 5  | FUJ 7  | MOT 4  | SUG Ki | AUT 5  | SUZ 6  | SUZ 5  |        |       | 7.       | 20.5 |
| 2011 | Team Mugen                   | SUZ Ki | AUT 5  | FUJ 9  | MOT 14 | SUZ T  | SUG 11 | MOT 12 | MOT Ki |        |       | 11.      | 5    |
| 2012 | Team Mugen                   | SUZ 7  | MOT 7  | AUT 9  | FUJ 12 | MOT Ki | SUG 14 | SUZ 15 | SUZ Ki |        |       | 11.      | 4    |
| 2013 | Team Mugen                   | SUZ 4  | AUT 3  | FUJ 3  | MOT 8  | SUG 3  | SUZ 1  | SUZ 3  |        |        |       | 1.       | 37   |
| 2014 | Team Mugen                   | SUZ 11 | FUJ Ki | FUJ 5  | FUJ 5  | MOT 15 | AUT 7  | SUG 7  | SUZ 7  | SUZ 6  |       | 9.       | 14.5 |
| 2015 | Team Mugen                   | SUZ 15 | OKA 4  | FUJ 12 | MOT 8  | AUT 7  | SUG 2  | SUZ 14 | SUZ 1  |        |       | 5.       | 26   |
| 2016 | Team Mugen                   | SUZ 1  | OKA 5  | FUJ Ki | MOT 8  | OKA 10 | OKA 6  | SUG 14 | SUZ 19 | SUZ Ki |       | 8.       | 15.5 |
| 2017 | Team Mugen                   | SUZ 2  | OKA 5  | OKA 8  | FUJ Ki | MOT 13 | AUT 16 | SUG 18 | SUZ T  | SUZ T  |       | 9.       | 10.5 |
| 2018 | Team Mugen                   | SUZ 1  | AUT T  | SUG 1  | FUJ 8  | MOT 7  | OKA 10 | SUZ 1  |        |        |       | 1.       | 38   |
| 2019 | DoCoMo Team Dandelion Racing | SUZ 2  | AUT 2  | SUG 1  | FUJ 11 | MOT 9  | OKA 7  | SUZ 5  |        |        |       | 2.       | 33   |
| 2020 | Docomo Team Dandelion Racing | MOT 13 | OKA 6  | SUG 3  | AUT 2  | SUZ 1  | SUZ Ki | FUJ 5  |        |        |       | 1.       | 62   |
| 2021 | TCS Nakajima Racing          | FUJ 6  | SUZ 8  | AUT 9‡ | SUG 12 | MOT 12 | MOT Ki | SUZ 9  |        |        |       | 13.      | 13   |
| 2022 | TCS Nakajima Racing          | FUJ 14 | FUJ 14 | SUZ 9  | AUT 14 | SUG 12 | FUJ 9  | MOT 1  | MOT 16 | SUZ 11 | SUZ 6 | 10.      | 32   |
| 2023 | TCS Nakajima Racing          | FUJ 4  | FUJ 15 | SUZ 11 | AUT 9  | SUG 13 | FUJ 7  | MOT Ki | SUZ    | SUZ    |       | 12.*     | 14*  |

* A szezon jelenleg is zajlik.

### Teljes Formula–1-es eredménysorozata
(Táblázat értelmezése)

(Félkövér: pole-pozícióból indult; dőlt: leggyorsabb kört futott) 

| Év   | Csapat     | 1   | 2   | 3   | 4   | 5   | 6   | 7   | 8   | 9   | 10  | 11  | 12  | 13  | 14  | 15  | 16  | 17     | 18  | 19  | 20  | 21  | Helyezés | Pont |
| ---- | ---------- | --- | --- | --- | --- | --- | --- | --- | --- | --- | --- | --- | --- | --- | --- | --- | --- | ------ | --- | --- | --- | --- | -------- | ---- |
| 2019 | Toro Rosso | AUS | BHR | CHN | AZE | ESP | MON | CAN | FRA | AUT | GBR | GER | HUN | BEL | ITA | SIN | RUS | JPN Tp | MEX | USA | BRA | UAE | —        | —    |

## Külső hivatkozások
- Jamamoto Naoki hivatalos honlapja
- Jamamoto Naoki a driverdb oldalán